# 山本文男
山本 文男（やまもと ふみお、1937年9月20日 - ）は、広島県広島市観音（現西区観音）出身のプロ野球選手、プロ野球審判員で、元セントラル・リーグ審判部長。
審判員袖番号は28（1988年初採用から1996年引退まで、2001年以降は牧田匡平がつけている）。
通称「師匠」「審判師匠」。

## 来歴

### 選手時代
太平洋戦争時の疎開のため、広島市立観音中学校を17歳で卒業。広島県立広島商業高等学校へ進学する予定であったが、広島カープの入団テストに合格してプロ入り。中学生プロと話題になった。
1年目の1955年は、打撃投手を務めながら7試合に登板。2勝2敗、防御率2.74の成績を残す。8月7日の対国鉄戦（広島総合球場）では、国鉄の大エースであった金田正一と投げ合い9対8で勝利投手となっている。
その後、肩を痛め3年目に引退。球団職員となった。

### 審判時代
1962年、セントラル・リーグ審判部に入局。6年目頃から一軍の球審を務め、以後1970年代から1990年代前半まで看板審判の一人として活躍。1990年にベテラン審判が一斉に引退したのに伴い、副部長の座を経ずして第3代審判部長に就任した。また、1990年からインサイドプロテクターを着用した。
通算試合出場数は3564試合（歴代3位）。このほか日本シリーズ13回（1973年・1975年・1976年・1978年～1980年・1982年・1983年・1985年～1988年・1990年）、オールスター6回（1970年、1971年、1975年、1978年、1982年、1986年。うち1978年、1986年第2戦で球審）の出場歴がある。
日本シリーズでは、1982年・1986年に第1戦、1979年・1983年に第2戦、1987年に第4戦、1976年・1980年に第5戦、1975年・1985年に第6戦、阪急・上田利治監督の執拗な抗議で1時間19分中断した1978年第7戦の球審をそれぞれ担当している。
広島県出身ということもあり、広島主催試合の球審を務めていたイメージが強かった。
引退後は関西所属の審判指導員として後輩の指導にあたった。
現在はマスターズリーグで審判をつとめるほか、少年野球教室の指導などで活動中。

## 人物
特技はゴルフで、ハンデキャップ0に近い腕前を誇る。

## 審判としてのエピソード
- 完全試合が達成された試合で、球審を2回務めた。
  - 1968年9月14日の広島-大洋戦（広島市民球場）で、外木場義郎（広島）が達成
  - 1994年5月18日の巨人-広島戦（福岡ドーム）で、槙原寛己（巨人）が達成（2塁塁審で出場、球審は鷲谷亘）

- 1985年4月17日の阪神-巨人戦（阪神甲子園球場）で阪神のランディ・バース・掛布雅之・岡田彰布によるバックスクリーン3連発の際、球審を務めていた。

- 日本シリーズでは、優勝チームが初の日本一となる試合で球審を2回務めた。
  - 1978年10月22日の第7戦（ヤクルト-阪急）（後楽園球場）、ヤクルトが日本一
  - 1985年11月2日の第6戦（西武-阪神）（西武ライオンズ球場）、阪神が日本一

- 1987年10月19日の巨人-広島戦（後楽園球場）で、巨人の吉村禎章が「カウント2ストライク4ボールからホームラン」を記録した際に球審を務めていた。この際ホームランは、スコアボードの表示（2ストライク1ボール）が手元カウンター（2ストライク2ボール）と異なっていたことから、打者の吉村と捕手の達川光男にカウントを確認した。すると、捕手の達川より「スコアボードの表示が正しい」とのアピールを受け、カウント2-1として投手の白武佳久が次の球を投じてしまったためカウントが確定した。すなわち、守備側のアピールによって起こった珍事であった。ただ、この試合はペナントレース最終戦で既に巨人の優勝が決まっており、完全な「消化試合」だったため、マスコミでも大きく取り扱われず、上記の真相についてもあまり報道されなかった。ちなみに、このホームランは後楽園球場での公式戦最後の本塁打であり、吉村にとってもキャリア唯一のシーズン30本塁打達成となった。

- 1990年4月7日の巨人-ヤクルト戦開幕戦（東京ドーム）で、8回裏に篠塚利夫が内藤尚行から右翼ポール際に放った本塁打がファウルと疑われた（疑惑のホームラン）際、球審を務めていた。

- 1994年10月8日の中日-巨人戦（ナゴヤ球場）の同率首位決戦（10.8決戦）で、三塁塁審を務めた。

- 1996年 5月1日の中日-巨人戦（ナゴヤ球場）において、球審を務めた。

## 詳細情報

### 年度別投手成績
| 年 度     | 球 団     | 登 板 | 先 発 | 完 投 | 完 封 | 無 四 球 | 勝 利 | 敗 戦 | セ 丨 ブ | ホ 丨 ル ド | 勝 率 | 打 者 | 投 球 回 | 被 安 打 | 被 本 塁 打 | 与 四 球 | 敬 遠 | 与 死 球 | 奪 三 振 | 暴 投 | ボ 丨 ク | 失 点 | 自 責 点 | 防 御 率 | W H I P |
| --------- | --------- | ----- | ----- | ----- | ----- | -------- | ----- | ----- | -------- | ----------- | ----- | ----- | -------- | -------- | ----------- | -------- | ----- | -------- | -------- | ----- | -------- | ----- | -------- | -------- | ------- |
| 1955      | 広島      | 7     | 4     | 0     | 0     | 0        | 2     | 2     | --       | --          | .500  | 103   | 23.0     | 22       | 0           | 12       | 0     | 3        | 10       | 3     | 1        | 8     | 7        | 2.74     | 1.48    |
| 通算：1年 | 通算：1年 | 7     | 4     | 0     | 0     | 0        | 2     | 2     | --       | --          | .500  | 103   | 23.0     | 22       | 0           | 12       | 0     | 3        | 10       | 3     | 1        | 8     | 7        | 2.74     | 1.48    |

### 背番号
- 44 （1955年）
- 27 （1956年 - 1957年）